# Poldermolen (Zuilichem)
De poldermolen van Zuilichem is een grondzeiler gebouwd in 1720 als een bovenmolen van een molengang en staat aan de meidijk 15 in Zuilichem. Het is een houten achtkant op stenen poeren. De molen bemaalde de dorpspolder Zuilichem maar wordt hier nu niet meer voor gebruikt. De molen is eigendom van Molenstichting Gelders Rivierengebied. De Poldermolen is maalvaardig en maalt vanaf 1973 in circuit en is op afspraak te bezichtigen.
Het 27,75 lange gevlucht is Oud-Hollands en heeft gelaste roeden, die uit 1991 stammen. Hiervoor had het gevlucht geklonken ijzeren potroeden. Vanaf 1939 tot 1991 was de molen voorzien van Dekkerwieken. De molen heeft voor het vangen (stilzetten) een Vlaamse vang, die bediend wordt met een wipstok.
De gietijzeren bovenas is 6 m lang.
De kap heeft een Engels kruiwerk voor het draaien van de kap om de wieken op de wind te zetten. Het kruien gebeurt met behulp van een kruihaspel. Aan één kant is de kap vanwege het scheefzakken van de molen met 4,5 cm opgehoogd.
Het water wordt uitgemalen met een 6,80 m groot en 40 cm breed binnenscheprad.
In 2009 heeft de molen een nieuwe koningsspil gekregen.

## Overbrengingen
- De overbrengingsverhouding is 1 : 0,52.
- Het bovenwiel heeft 52 kammen en de bovenschijfloop 24 staven. De koningsspil draait hierdoor 2,17 keer sneller dan de bovenas. De steek, de afstand tussen de staven, is 16 cm.
- De onderschijfloop heeft 22 staven en het waterwiel 91 kammen. De onderschijfloop draait hierdoor 0,24 keer sneller dan de koningsspil en 0,52 keer sneller dan de bovenas. De steek is 16 cm.

## Eigenaren
- 1720 - 1838: Dorp Zuilichem
- 1838 - 1954: Dorpspolder Zuilichem
- 1954 - 1980: Polderdistrict Bommelerwaard
- 1980 - heden: Molenstichting Gelders Rivierengebied